# 日本ナサニエル・ホーソーン協会
日本ナサニエル・ホーソーン協会 （にほんナサニエル・ホーソーンきょうかい、英名 The Nathaniel Hawthorne Society of Japan） は、ナサニエル・ホーソーンを中心に、関連作家・文学の流れについて研究を行う学術団体。
事務局を千葉県野田市山崎2641東京理科大学理工学部川村幸夫研究室内に置いていた。
平成29年7月1日より事務局を千葉県船橋市習志野台7-24-1日本大学理工学部鈴木孝研究室内に移動した。

## 事業
- 年次会合の開催、機関誌等の発行、アメリカ合衆国のNathaniel Hawthorne Society [2]その他内外の関係学会との連携など[1]

## 機関誌
- 『NHSJ Newsletter』